# Dangstetten
Dangstetten ist ein Ortsteil der baden-württembergischen Gemeinde Küssaberg im Klettgau im Landkreis Waldshut. In der Geschichtsschreibung bundesweit bekannt wurde Dangstetten durch den Fund eines römischen Legionslagers. Der Ortsteil hatte 2022 1114 Einwohner.

## Lage und Bedeutung
Dangstetten liegt am nördlichen Ausgang der bogenförmigen Niederterrasse am Hochrhein, die von der südlichen Hügelkette des Randen umschlossen ist und das Territorium der Gemeinde Küssaberg umfasst. Die Ortschaft wird seit alters her von einer Süd-Nord-Verbindung durchquert, die von den Römern als Heeresstraße ausgebaut wurde und bis heute als Landesstraße 162 von der Rheinbrücke Zurzach–Rheinheim über den Pass von Bechtersbohl in den Klettgau zur Bundesstraße 34 viel befahren ist.
Zwischen Dangstetten und Bechtersbohl führt ein Abzweig östlich nach Küßnach, aus dessen Talschaft der Hinterbach kommt, der heute reguliert durch den Ortschaftsbereich nördlich der Straße führt und bei Kadelburg in den Rhein mündet.

### Name
„Der Ort Dangstetten („Stätte des Tanko“) wird urkundlich erstmals um 1122 als Tancstetin erwähnt. Aber schon 876 hatte das Kloster Rheinau durch seinen späteren Abt, den Gaugrafen Gotsbert hier einen Hof erhalten.“

## Dorfleben
Dangstetten ist ausgestattet mit einem Gemeindehaus, das Treffpunkt verschiedener Initiativen ist, auch dem Erzählcafé der Sozialstation Klettgau-Rheintal und Domizil der Bücherei (Dienstag und Freitag von 16 bis 18 Uhr). Aktiv sind die Landfrauen, die 1982 gegründete Guggemusik „Hinterbachsürpfler“ mit Förderverein, der Narrenverein, der Musikverein und die Arbeitsgruppe Belebung Ortsmitte Dangstetten. Der Kindergarten heißt „Sonnenkäfer“.
Für das traditionelle Dorffest zeichnet die Vereinsgemeinschaft. Im März findet ein Ostermarkt, im September der Herbstmarkt statt und im Advent folgt der Weihnachtsmarkt.
Geschäfte existieren nicht mehr im Ort, es gibt eine wöchentliche Kaffeestube und ein sich anschließender öffentlicher Grillabend unter dem Motto „Bratort“, weiter gibt es ein Bistro an der Hauptstraße sowie am Ortsausgang Richtung Rheinheim das Gasthaus „Römerhof“. Im ehemaligen Gasthof „Kranz“ befindet sich ein betreutes Jugendhaus der Christiani e. V. als Organisation der freien Wohlfahrtspflege.

## Geschichte
Als geschlossene Siedlung erscheint Dangstetten spät, doch belegen die Funde, dass es in den Hanglagen im schmalen Tal günstige Siedlungsplätze gegeben haben kann.

### Vorgeschichte

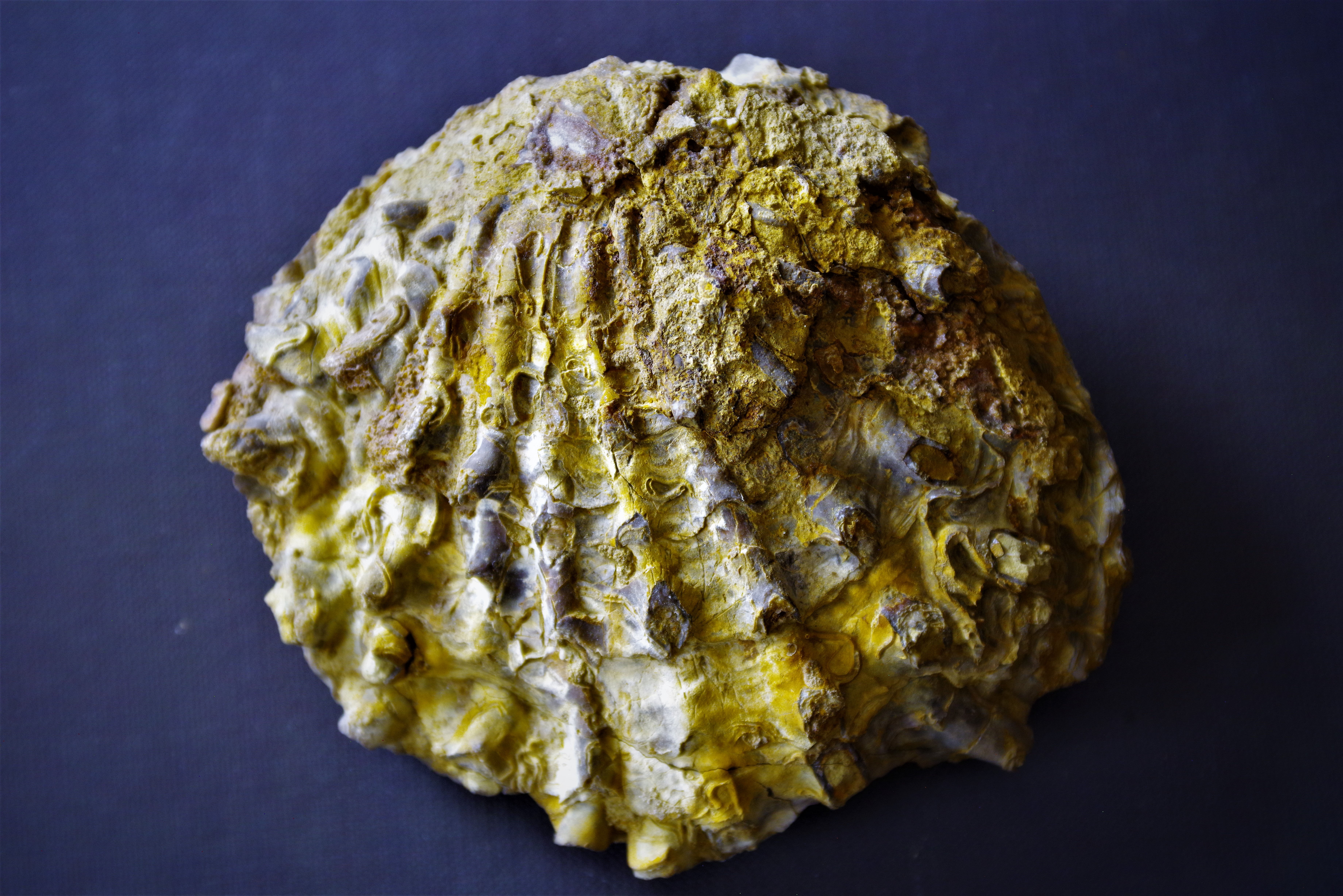
Eine versteinerte Auster aus dem Klettgau, aus der Formation des Callovium also rund 160 Millionen Jahre alt..., Fundort bei Dangstetten

„1901 fand man in der Kiesgrube südwestlich des Ortes Knochenüberreste und allerlei Beigaben, wie Tongefäße, einen massiven Halsring aus Bronze, Armringe u.a.m. Der Fund ist im Staatsmuseum in Karlsruhe. Es handelt sich hier wohl um Grabstätten aus der Hallstattperiode.“ (Mayer, Amtsbuch 1926, S. 206).
Egon Gersbach beschreibt Fundstätte und Funde ausführlich: „1901 stieß Landwirt Klauser beim Kiesabbau in einer Kiesgrube auf der Niederterrasse südwestlich des Ortes in 0,90 m Tiefe auf zwei Flachgräber der späteren Hallstattzeit (Ha D 2) deren Beigaben vermutlich nahezu vollständig geborgen worden sind. Einzelheiten über die Fundsituation und die Orientierung der beiden weiblichen Bestattungen – aufgrund der beiden Ohrringsätze kann es sich nur um Frauengräber handeln – sind leider nicht bekannt. Die Beigaben können deshalb nicht mehr den einzelnen Bestattungen zugewiesen werden.“ Es folgt in der Veröffentlichung in den Badischen Fundberichten. Sonderheft 11, 1969, eine Darstellung von 16 Fundstücken bzw. Fundgruppen, unter anderen „Zehn Ohrringe […] in patinierter Bronze“, Armringe und -spangen, Eisenpinzetten, Gürtelbleche mit Lederbefestigung, Becher und Schalen; nach der Beschreibung kunstvoll bearbeitet und verziert, wohl von hochrangigen Frauen.

### Römer
Zeugnisse keltischer Besiedlung – in der Latènezeit ab etwa 450 v. Chr. – sind in der Hochrheinregion in größerem Umfang nur in einem Falle anzutreffen. Hinweise gibt es vielfach, zumeist vorsichtig wie auch bei Emil Müller-Ettikon: „Man will wissen, daß die Helvetier lange Zeit auf beiden Seiten des Hochrheins saßen, daß ihre Zahl mehr als eine Viertelmillion betrug und daß sie in 12 wohlbefestigten Städten und 400 Dörfern und zahlreichen Einzelgehöften saßen.“ Einziger namhafter Fundort ist das Oppidum in den Rheinschleifen bei Altenburg-Rheinau, doch kann dies auch an der fehlenden Untersuchung potenzieller Fundstätten wie etwa von Wallburgen gründen. Über die römische Literatur werden in der Region ansässige keltische Stämme (Latobiker, Vindeliker) angenommen, doch archäologische Nachweise gibt es erst um die Jahrtausendwende zu den Römern. Hier besitzt das 1967 aufgefundene Römerlager Dangstetten in der Geschichtsschreibung eine hohe Bedeutung, da 15 v. Chr. nach dem Alpenfeldzug unter Kaiser Augustus, deren westliche Armeegruppe die Donauquellen zum Ziel hatte, nach der Überquerung des Hochrheins zwischen Zurzach und Rheinheim beim Areal des heutigen Kieswerks für eine Legion ein befestigtes Lager eingerichtet hatte.
„Reste der einstigen römischen Heeresstraße, die das Hinterbachtal durchzog, wurden bei Grabarbeiten unter der Dorfstraße entdeckt“. (Chronik WT, 31).
Generell muss nach dem Rückzug der Römer um 400 und einer nur langsam erfolgenden Neubesiedelung durch Alamannen bis hin zur allmählichen Entwicklung der Landschaften durch fränkische Stützpunkt-Gründungen und vor allem durch die Klöster im 7. und 8. Jahrhundert von einer langen Zeit nur geringer gesellschaftlicher und ökonomischer Entwicklungen ausgegangen werden. Die Betriebsamkeit in der Römerzeit erstarb, auch der Geldverkehr reduzierte sich wieder auf Tauschhandel.

### Mittelalter
Noch während der Landnahme gerieten die Alamannen mit den Franken in Konflikte und unterlagen diesen in der Schlacht von Zülpich um 500 n. Chr. Die Franken – zuerst unter den Merowingerkönigen –, die römische Traditionen und vor allem Organisationsprinzipien übernommen hatten, entwickelten staatliche Strukturen, die ihnen eine umfassende Expansion erlaubten und die unter Karl dem Großen (um 800) auf dem Höhepunkt waren. Zum Problem wurde ihre Erbfolgeregelung, die eine Teilung unter allen Königssöhnen vorsah und zur Zersplitterung der Reichsorganisation führte.
Daraus folgte ein Kampf der großen Adelshäuser untereinander und auch mit oder um die Klöster, die inzwischen zu eigenen Machtzentren herangewachsen waren. Kleineren Adeligen wie alamannischen Herzögen, – wie der Klettgaugraf Gotsbert – drohte der Verlust ihres Besitzes.
Hintergrund

H. W. Mayer nennt den „Gaugrafen Gotsbert“ als späteren Abt von Rheinau und stellt damit einen Zusammenhang her, der sich nicht über die Urkunde selbst, sondern nur aus der Kenntnis des historischen Hintergrunds erschließt: In der zweiten Hälfte des 9. Jahrhunderts begann die Auflösung des Fränkischen Reiches infolge dem Prinzip der Erbteilung, das allen Söhnen der Könige und Kaiser jeweils ein eigenes Territorium zusprach und somit zu einer fortschreitenden Zerstückelung mit internen Kämpfen und Krisen führte. Die Alamannia war schließlich Teil des Ostfrankenreichs, das nach dem Tod des letzten Königs Ludwig das Kind in sich weiter zerfiel und dies bedeutete nach dem Ende der Zentralmacht den Kampf unter den mächtigsten Adelshäusern der Regionen. Dies ging zuerst auf Kosten der kleineren Adelsfamilien – wie der des Klettgaugrafen Gotsbert –, die zu einer Notlösung griffen: Die „Schenkung“ ihres Besitzes an die Klöster, die unterdessen zu einer ‚Parallelmacht‘ herangewachsen waren, auf die sich auch die Karolingerherrscher gestützt hatten. In den Urkunden werden diese Vergaben zwar mit dem „Seelenheil“ der Schenkenden begründet, doch war es schlicht ein weltliches Motiv: Gaugrafen besaßen den Einfluss auf Klöster in ihrem Bereich, um sich als Äbte einsetzen zu lassen und so beobachten wir Gotsbert nach seiner „Schenkungswelle“ 876, die zahlreiche Ortschaften im heutigen Landkreis umfasste und nach weiteren Übertragungen in den Folgejahren schließlich 892 als Abt des Klosters Rheinau. Damit verfügte er weiterhin über seine Güter und ihre Erträge. In den Schenkungsurkunden 876 hatte er sich auch den jederzeitigen Rückkauf festschreiben lassen.
Dieser Übertragungsvorgang war zu dieser Zeitphase schon detailliert formal und juristisch verpflichtend geregelt, so dass dadurch Ende des 9. Jahrhunderts eine ‚Welle‘ von Urkunden (in den Klosterarchiven) erhalten blieb, die der Forschung bereits zahlreiche Aufschlüsse über einzelne Ortschaften bietet und oft auch mit einer „Ersterwähnung“ verbunden ist. In der Region sind es die Gotsbert-Urkunden ab 876 – kurz vor der Auflösung des Ostfrankenreichs.
Eine Urkunde in der Übersetzung siehe: Rheinheimer Urkunde 892
Im 10. Jahrhundert stabilisierten sich die Herrschaftsverhältnisse wieder zentral unter dem Königshaus der Ottonen, denen es auch gelang, die ganz Mitteleuropa verheerenden Invasionen ungarischer Reiterarmeen abzuwehren und nach der Schlacht auf dem Lechfeld 955 zurückzudrängen.
Danach nahm Europa einen starken ökonomischen und kulturellen Aufschwung – in der Region mit dem Grafen von Küssenberg infolge des von den Klöstern getragenen Verkehrs zwischen Völkern und Staaten. Die Römerstraßen wurden wieder instand gesetzt.

#### Herrschaft Küssenberg
Mit dem Ende der Grafen von Küssenberg 1251 kam Dangstetten mit der Küssaburg und den Dörfern Küßnach, Reckingen und Rheinheim als Küssenberger Schloss und Tal an das Bistum Konstanz.
„Die Herrschaft Küssenberg umfaßte außer der Burg mit den östlich davor gelegenen Gebäuden der Dienstleute, die sog. Vorburg oder ‚Stadt Küssenberg‘, die Talgemeinden Küßnach, Dangstetten, Rheinheim und Reckingen, wozu später auch die Höfe von Bechtersbohl kamen.“ (Roder 256 f.).
1497 kam ‚die Herrschaft‘ an die Grafen von Sulz. Im Schwabenkrieg 1499 wurde die sulzische Residenz Tiengen von den Eidgenossen zerstört. Die Kadelburger befanden sich mit den Zurzachern bei den Eidgenossen vor Tiengen und ihr Dorf wurde nach Friedensschluss vom Landgrafen Rudolf I. von Sulz aus Rache niedergebrannt.

#### Handwerkerdorf
Nach einer Mitteilung des Heimatforschers Wolf Pabst:
Die Frachtwagen, die über die Rheinbrücke aus Zurzach kamen, erhielten in Dangstetten Vorspann, es wurden also zwei weitere Pferde vor die schweren Frachtwagen gespannt, um das Gespann über den steilen Pass von Bechtersbohl zu bringen. Bezug auf: Im Kapitel 8 „Tore“ mit der Annahme, dass im Anwesen Kaiser/Juchler einst diese Vorspannpferde eingestellt waren.
Pabst geht davon aus, dass Dangstetten ein Handwerkerdorf war: Schmiede, Seilereien, Küfer, Wagner, Tuchweber, Lederschneider usw. Sie versorgten die Pferdefuhrwerke und führten Reparaturen durch.
Für die römische Heeresstraße, die nicht entlang der L 162 führte, sondern im Dorf auf den nordöstlichen Hang zu lief und in zwei Serpentinen über die Anhöhe oberhalb des heutigen Friedhofes ins Zentrum von Bechtersbohl einbog, waren Pferde vermutlich bis zur Passhöhe ausreichend: In den steilen Abfall der Straße (erhalten im „Heidengässle“) bzw. zum Aufstieg vom Klettgau her, sollen jedoch in Bechtersbohl Ochsengespanne zum Zuge gekommen sein.
Im Ortsnamen „Tanc“ von Dangstetten verbirgt sich eine alte Bezeichnung für einen See, der als Viehtränke diente. Dieser Bereich beim heutigen Abzweig nach Küßnach sei in alter Zeit durch das Schlauchenbächle/Hinterbach auch versumpft gewesen, sodass die Römer die Straße über den nordöstlichen Hang gezogen hätten.
Diese bis ins 19. Jahrhundert schwierige Passage über den Rhein und dann den Pass, lässt die Überlegung zu, dass für Unterkunft an diesen beiden Orten gesorgt wurde (heutige Gasthöfe Zum Engel und Hirschen) und im Zwischenbereich ein Spektrum von Handwerksbetrieben für Reparaturen, Ergänzungen, Hufbeschlag etc. gesorgt hatte.

#### Landrichter und Landgericht
Ein Landrichter wird mit „Johann Has von Dangstetten (1380–98)“ erwähnt, „nach 1400 wurde Landgericht“ in Dangstetten „unter freiem Himmel abgehalten, gewöhnlich ‚an freier kaiserlicher des Reichs Straße‘“.

„Die Landtage fanden alle zwei bis sechs Wochen an den verschiedenen Landgerichtsorten statt, waren aber jeweils für die ganze Landgrafschaft zuständig. Der Landrichter führte den Vorsitz und war mit verschiedenen Befugnissen ausgestattet, die Urteilsfindung lag jedoch bei den zwölf in ihr Amt gewählten und vom Landgrafen bestätigten Richtern, die Freie, also keine Leibeigenen sein sollten. […] Die Parteien wurden gewöhnlich durch einen standesgemäßen Fürsprecher vertreten, der deren Anliegen vor Gericht vertrug. […] Jedoch blieb immer der Landgraf persönlich oberste Instanz und höchster Richter. […] Berufungsinstanz für das Landgericht war das kaiserliche Hofgericht in Rottweil, später das Reichskammergericht (1495–1806), das seinen Sitz an verschiedenen Orten hatte.“

„Der Scharfrichter wohnte in Dangstetten in der Außergasse, im Volksmund Schindergasse genannt.“
Aus anderer Quelle:
Dangstetten als Gerichtsstätte – Mayer zitiert dazu eine Urkunde: „ich Hans Guotjahr, vogt und geschworner richter in dem tal Kussenberg bin zuo gericht gesessen zuo Danckstetten in dem Dorf anstatt und in namen Hermanns bischoffe ze Constentz und von besunder empehlens wegen junckherre Goethards von Landenberg, der zyt vogt zuo Kussenberg 1471.“ (Mayer, 205 f.).

#### Bauernkrieg
Ursprünglich bestand in der Vorburg der Küssaburg eine Kapelle mit Kaplanei, die im Februar 1497 zusammen mit der Burg aus dem Besitz des Bistums Konstanz an die Klettgauer Landgrafen von Sulz übergingen. Im Bauernkrieg belagerten die Klettgauer und Küssenberger Bauern 1525 die Festung, die sie jedoch nicht einnehmen konnten. In der Vorburg kam es jedoch zu Zerstörungen: „es wurde auch die Kapelle und das Pfründhaus und Gefäß der Kaplanei verwüstet.“ Nach der Niederlage der Bauern wurde die Küssaburg vom Grafen von Sulz massiv ausgebaut „und dabei wurde die in der Schußlinie gelegene Vorburg, also auch die Kapelle und das Kaplaneihaus dem Erdboden gleichgemacht.“
Das Pfaffenhuus

„Bei den redlichen Bemühungen der Grafen von Sulz, mit ihren Untertanen wieder in ein erträgliches Verhältnis zu kommen, fand auch die Frage über den Fortbestand der Schloßkaplanei eine endgültige, friedliche Lösung. Am Hilarientag (14. Januar) 1528“ wurde ein Vertrag geschlossen, bei dem den Bauern „97 Posten (Stücke) an verfallenen Zinsen und Ausständen“ als „Bausteuer“ an die Pfarrei Rheinheim gleichsam ‚umgewidmet‘ wurden, mit der „das im bäuerlichen Aufruhr verwüstete Pfründhaus und Scheuerlein der Schloßkaplanei mit Dach, Gemach, Zimmern, Mauern und allen anderen Hauptbauten im Dorfe Dangstetten, wo schon eine St. Annakapelle stand, neu aufzubauen“. Dazu gab auch das Kloster Rheinau seine Zustimmung.
Nun mussten die Dangstetter, Rheinheimer, Reckinger und Küßnacher, die alle die Küssaburg mit belagert hatten, in Dangstetten das „Pfaffenhuus“ erbauen: „Die Küssenberger Schloßkaplanei hatte nahezu 100 Jahre Bestand.“ (Roder, 262).
„Der Ausdruck ‚Pfaffe‘ hatte in alten Zeiten keinen verächtlichen Beiklang.“ (EME, 148).

### Neuzeit
Über die fast 100 Jahre des Bestands der mit dem Bau des Pfaffenhuus entstandenen Kaplanei Dangstetten, die auch für die Burgkapelle und für Küßnach zuständig war, ist wenig bekannt, „eine Änderung brachte 1622 die Gründung der Pfarrei zu Oberlauchringen, die bis dahin nach Thiengen eingepfarrt war. Die Grafen von Sulz sahen sich nämlich genötigt, zur Schaffung eines genügenden Pfarrfonds, die sulzischen Pfarreien zu Grießen und zu Dangstetten einzuziehen und deren Vermögen mit der neuen Pfarrei zu verschmelzen.“ (Roder, St. Anna, 263). Vielleicht war es schon eine obrigkeitliche Maßnahme im Rahmen des 1618 beginnenden Dreißigjährigen Kriegs. Das Kriegsgeschehen erreichte den Klettgau erst in den 1630er Jahren.
Die Küssaburg wurde 1634 zerstört und nicht wieder aufgebaut. Das „Pfaffenhus“ ging in „den 1680er Jahren in Privatbesitz […]; 1831 wurde es von der Gemeinde um 250 fl. käuflich erworben und die Hälfte davon als Armenhaus bestimmt.“

#### Die vereinigten Kaplaneien
Mit großen Worten hatten die Oberlauchringer ihre eigene Kaplanei bei den gemeinsam die Landgrafschaft Klettgau regierenden Grafen Alwig und Karl Ludwig Ernst von Sulz erbeten und diese in Gnaden erhalten – sie mussten jedoch dulden, dass „die drei Kaplaneien Grießen, Küssenberg und Dangstetten samt deren Einkommen mit der Pfarrei vereinigt (wurden), jedoch mit der Bedingung, dass jeder Pfarrer schuldig sei, an den drei Orten wöchentlich eine Messe zu halten oder bei Verhinderung für eine Vertretung besorgt zu sein.“ Bestätigt wurde dies „in einer beim katholischen Stiftungsrat in Karlsruhe vorliegenden Abschrift des auf den 20. Dezember datierten Stiftungsbriefes der Pfarrei vom Jahre 1622.“ Ausgestellt wurde das Dokument „durch Bischof Jakob Fugger zu Kirchberg und Weißenhorn (1604–1626) zu Konstanz.“
Schon 1639 wollten die Honoratioren des Küssenberger Tales „die Kaplaneien von Dangstetten und Küssenberg (damit war die Schlosskapelle gemeint, „falls die Burg wieder aufgebaut werde“) wieder von der Pfarrei Oberlauchringen abtrennen, zumal deren Einverleibung keineswegs mit ihrer oder ihrer Voreltern Wissen und Willen geschehen sei.“ Dangstetten hatte keinen Pfarrer mehr; man würde lieber nach Rheinheim gehen (die dortige Pfarrerei unterstand dem Kloster Rheinau) und sich an einer Erweiterung des Gotteshauses beteiligen. (Chronik Lauchringen, 368).
Die einen fühlten sich unterversorgt, die anderen überlastet und der Konflikt wogte Jahrzehnte hin und her; die Obrigkeit fand keine die Bevölkerung zufriedenstellende Lösung und das Gezerre um Unterhaltsleistungen, um Zins und Zahlungen füllte die Akten. Abrechnungen waren lückenhaft und um Anschaffungen wurde gestritten. Dazu kamen Umstände durch zahlreiche Kriegsjahre. Die Pfarrer – vor allem die Hauptverantwortlichen in Oberlauchringen – scheinen zumeist ihr Bestes getan zu haben und im 19. Jahrhundert schien sich die Situation beruhigt zu haben; Grießen hatte sich 1819 losgesagt – die Säkularisierung, die Entmachtung der Klöster und Bistümer und schließlich auch des regionalen Adels wird den Gemeinden wieder eine neue Selbstständigkeit gebracht haben. Auch das ökonomische System wurde mit der „Zehntablösung“ aufgehoben.
Weder bei Roder, noch in der Lauchringer Chronik finden sich neben detaillierten Beschreibungen der Auseinandersetzungen eine Art Fazit oder eine Darstellung eines Vorgangs zur Aufhebung der 1622 konstruierten ‚Gesamtgemeinde.‘ Es kann davon ausgegangen werden, dass die Gemeinden begannen, ihre Angelegenheiten ‚ungefragt‘ wieder selbst zu regeln.
„Das St. Anna-Fest am 26. Juli wurde in Dangstetten bis in die 1830er Jahre als eigentlicher Festtag vom ganzen Dorfe feierlich begangen mit Hochamt und Predigt.“ Gelesen vom eigenen Ortspfarrer. „Die Verpflichtung aber, wöchentlich (gewöhnlich am Donnerstag) in Dangstetten eine hl. Messe zu lesen und im Notfall die Sakramente zu spenden, kamen die Pfarrer von Oberlauchringen bis zum Anfang der 1890er Jahre nach.“

#### Von der St. Annakapelle zur St. Annakirche
„Die St. Annakapelle (26.7.) zu Dangstetten, von der noch ein Glöcklein vom Jahre 1469 erhalten ist, […] wurde 1899 abgebrochen und am jetzigen Standort zu einem Kirchlein erweitert.“ (Chronik Landkreis, 1957, 31).
Schon länger hatte man jedoch „den Bau eines geräumigeren Gotteshauses in Aussicht“ genommen – „so geriet die alte Kapelle in Verfall und die Zelebrierung der Messe darin mußte ab 1894 unterbleiben. Im Spätjahr 1900 begann der Neubau der jetzigen Kirche – am südlichen Ende des Dorfes –, im Spätjahr 1901 wurde er fertig.“
Die alte Kapelle stand mitten im Dorf. Eine Inschrift XV (1515) und das alte sulzische Wappen (drei Spitzen) wurden beim Abbruch zerstört. „Der Neubau kostete 38.000 Mark, wovon die Hälfte durch freiwillige Beiträge gedeckt wurde. Der gotische Hauptaltar aus der Werkstatt der Gebr. Metzger aus Überlingen ist eine Zierde des Gotteshauses. Der auf neuem eisernen Postament stehende neu gefaßte und teilweise ergänzte Sanktus-Engel (16. Jahrhundert) auf der Epistelseite des Chors stammt aus der alten Kapelle.“ (Roder, 268 f.).

#### 18. Jahrhundert
- Der weit über die Region hinaus berühmte und einflussreiche Adlerwirt von Lauchringen, „Johann Baptist Würtenberger führte am 17. Januar 1729 Maria Anna Roder aus Dangstetten als Frau heim. Er verstarb als „nobilis et strenuus vir“ – edler und tüchtiger Mann – am 23. September 1765, seine Frau am 7. September 1784, wovon auch der barocke Epitaph an der alten Kirchhofmauer [in Oberlauchringen] Kunde gibt.“[11]
- „Der alte bläsmische Propsteihof am Hinterbach heißt heute noch der Bläsi-Hof und der Besitzer August Mühlhaupt wird ‚Bläsibuur‘ genannt.“ (Angabe 1957, Chronik Landkreis, 31). Es war ein Hof des Klosters St. Blasien.

#### Hofrat Christian Roder

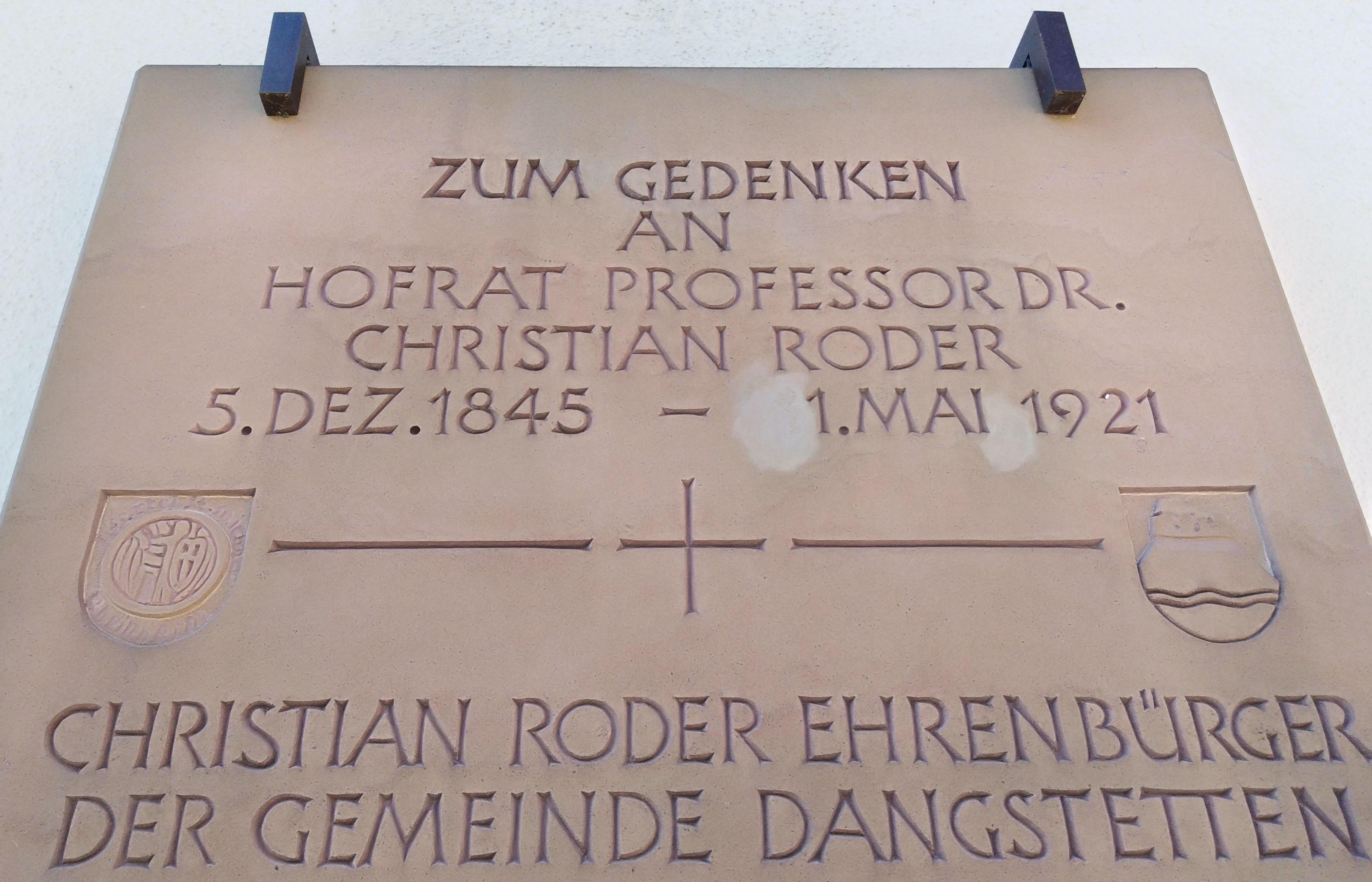
Gedenktafel zu Christian Roder an der Kirche

Am 5. Dezember 1845 wurde in Dangstetten Christian Roder geboren. Früh schon an Heimatgeschichte interessiert machte er nach Studien in Heidelberg und Freiburg das Staatsexamen in klassischer Philologie 1878. Stellungen als Lehrer hatte er in Karlsruhe, Schwetzingen, Villingen und Überlingen. „Die Ordnung des Villinger Stadt- und Spitalarchivs“ war sein Werk. „Seit 1906 war Christian Roder Vizepräsident und erster Sekretär des Bodenseegeschichtsvereins. Im Jahre 1912 trat der Schulmann und Forscher in den Ruhestand.“ Am 1. Mai 1921 starb Christian Roder in Dangstetten, seine große Leistung für den Heimatort war der Neubau der St. Anna-Kirche. (Mayer, 206 f.).
Werke zur Heimatgeschichte

- Regesten und Akten zur Geschichte des Schweizer Kriegs 1499
- Bericht über die Niederlage der Klettgauer Bauern bei Lottstetten
- Der Bauernkrieg im Schwarzwald
- Die Schloßkaplanei Küssenberg und die St. Annakapelle zu Dangstetten, 1903.[12]

### 19. Jahrhundert
„1856 brach ein Großbrand aus, der fünf Scheunen vernichtete. Am 2. Mai 1860 richtete ein Hochwasser, verursacht durch einen schweren Wolkenbruch, große Schäden an.“ (Chronik Landkreis, 31).
Zu den Umwälzungen im Raum Küssaberg siehe: „Ende des Mittelalters“

### 20. Jahrhundert
- 1926 „wird noch ziemlich Weinbau getrieben.“ (Mayer, 205).

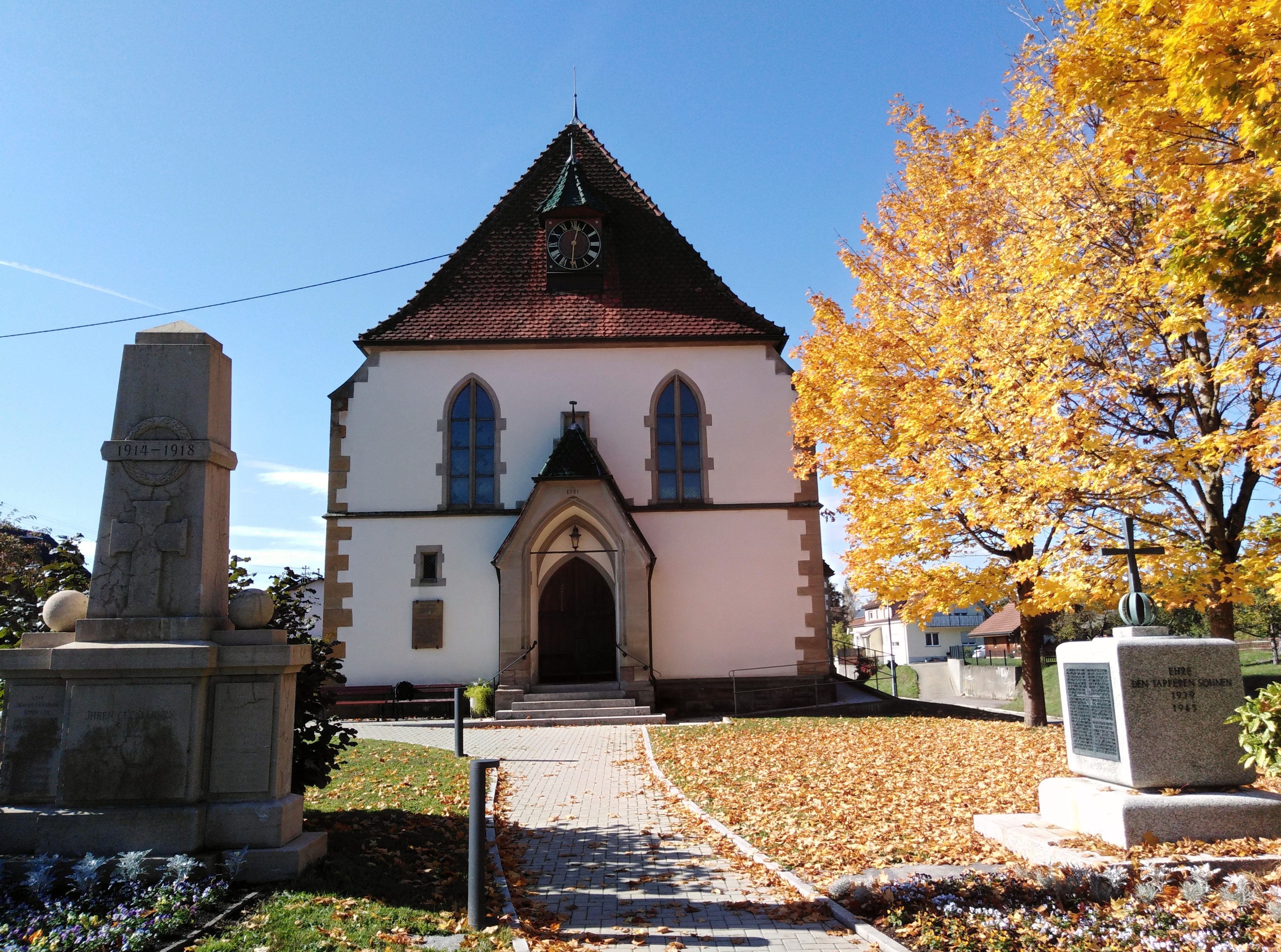
Ehrenmale für die Gefallenen des Ersten und Zweiten Weltkriegs

„24 Dangstetter fielen im Weltkrieg 1914/1918. 37 Gefallene und 9 Vermißte forderte der Weltkrieg 1939/1945.“ (Chronik Landkreis, 31).
Am 1. Januar 1973 wurde Dangstetten in die neue Gemeinde Küssaberg eingegliedert.
- Eine zweite Kapelle, „dem heiligen Antonius geweiht, der das Vieh vor Seuchen und Krankheiten schützt, […] (stand) bis zum Jahre 1975 an einer vielbefahrenen Kreuzung beim Gasthaus Römerhof. Weil die Kapelle die Sicht stark behinderte, mußte sie verlegt werden. Mit Spenden der Bürger und Mitteln der Gemeinde wurde das ‚Kreuzhäusle‘ neu errichtet.“ (EME, 107). Die Kapelle steht heute an der halben Wegstrecke vom Römerhof nach Reckingen.

Die Antonius-Kapelle stammt aus dem Jahr 1668. „Seit einer verheerenden Viehseuche (1685) wird zweimal im Jahr eine Prozession […] abgehalten.“ (Chronik Landkreis, 1957, 31). Nach der Verlegung der Kapelle wurden auch die Prozessionen beendet.
Am 1. Januar 1973 gliederte sich Dangstetten in die neue Gemeinde Küssaberg ein.

## Persönlichkeiten
- Christian Roder, Lehrer und Heimatforscher